# Kokemäenjoki
Kokemäenjoki (švedsko Kumo älv) je največja reka v okrajih Satakunta in Pirkanmaa, ki je tudi pritok porečja Kokemäenjoki. Kokemäenjoki se začne pri jezeru Liekovesi v Sastamali, poteka skozi Huittisten, Kokemäki, Harjavalla, Nakkila in Ulvila, do Botniškega zaliva pri Poriju v regiji Satakunta. Dolžina reke, merjeno od Liekovesija, je 121 kilometrov, vendar najbolj oddaljeni izviri njene glavne struge segajo do približno 400 kilometrov oddaljenega Ähtärinjärvija. Glavni pritoki reke Kokemäenjoki so reke Loimijoki, Kauvatsanjoki in Harjunpäänjoki.
Porečje Kokemäenjoki pokriva velika jezera Häme: Vanajavesi, Pyhäjärvi, Näsijärvi, Roine, Mallasvesi, Längelmävesi, Tarjanne, Keurusselkä, ki tečejo po različnih poteh v Lieveveti in naprej v Kokemäenjoki.

## Geografija
Ravnost in ilovnata narava Satakuntine prsti sta glavna razloga, da Kokemäenjoki tvori velik estuarij. Danes se estuarij ali delta začne prav v središču Porija in se nadaljuje približno 10 km proti morju. Reka se v razdalji 4,5 km razcepi v štiri krake, ki se končno ponovno združijo ob izlivu reke. Običajno so delte rečnih estuarijev, kot pove že njihovo ime, trikotne oblike z ustnimi vejami, ki se razhajajo v različnih smereh, vendar je estuarij Kokemäenjoki v stari Lahdenpohji, ki se zožuje od njegovega ustja povzročil, da so se veje ponovno združile v ozkem rečnem ustju.
Kraki estuarija Kokemäenjoki se lokalno imenujejo juoviksi, otoki med njimi pa se imenujejo luodoiksi, kot so Kirjurinluoto, Pormestarinluoto, Hanhiluoto in Saarenluoto. Nadalje so v srednjem in zgornjem toku reke ustrezni stranski kanali, ki se ločijo od reke in se ji spet pridružijo (putaita), ki so lahko tudi ostanki prejšnjih estuarijev, običajno imenujejo rokavi, kot sta Kiettareenhaara in kopenska območja med njimi so bodisi otočki, kot sta Kiettareenluoto in Vitikkalanluoto, bodisi otoki, kot so Kirkkosaari, Raukonsaari ali Naarassari. Meandriranje je v Kokemäenjokiju minimalno, ker tok struge običajno določajo različne oblike tal in kamnine.
Estuarij oblikuje dvigovanje kopnega, ki zniža vodostaj estuarija in ga pomakne naprej proti morju. Dviganje kopnega iz morja tvori otoke in rte, ki nadzorujejo nastanek struge. Kadar je pred izlivom reke veliko prostora, se območje zamulji v ravnino, v katero se lahko izliv reke naravno odcepi. Ob koncu 20. stoletja se je zamuljenje pojavilo pri približno 100.000 m³ na leto.
To se je v prazgodovini Kokemäenjokija zgodilo trikrat. Prvi kilometri Kokemäenjokija so strmi, teren je skalnat. 
Prvič je reka oblikovala široko delto okoli 4000 pr. n. št. začenši na odprtini polja Huittisten, kjer je reka odložila svoj mulj in kjer je oblikovala več krakov. Nekatere od teh vej so vidne še danes. Najdaljši med njimi je 2,9 km dolga Suojoki in poteka okoli Naarasaarija. Maijajoki, ki je dolga 1,5 km, poteka okoli Leppisaarija.
Estuarij je svojo vodo izpustil v arhipelag na jasi polja Huittine. Z napredovanjem dviga so se otoki in rti tako povečali, da so ožine postale ožje. Na koncu je reka ostala z dvema ustjema, od katerih je prvi krak nastal v Ronki pri kanalu Kravi, drugi pa v Säpilä. Prvo je pristalo Ronkino ustje in vode so se v skalnatem območju preusmerile proti severu. Tu je nastal najbolj vijugast in slikovito razgiban del reke.
Drugič je estuarij nastal na odprtem polju med Kokemäkijem in Harjavalto okoli leta 2500 pr. n. št. Od takrat je reka razjedla svojo strugo. 
Tretji estuarij je nastal v Nakkili pod Lammaistenkoskim okoli leta 2000 pr. n. št. in nastajanje estuarija se še nadaljuje. Kirkkosaari v Anoli v Nakkili lepo razpolavlja reko, Saarenluoto v Ulvili pa obdaja 4,3 km dolga Kirkkojuopa. V Saarenluoto na terenu lahko vidite številna posušena drevesa. Varvourinjuopa ostaja znotraj industrijskega območja na strani Pori, katerega en konec je bil odrezan z zasipanjem z zemljo.

## Hidrologija
Kokemäenjoki je srednje velika reka s povprečnim pretokom približno 240 m³/s. Povprečni največji pretok v 21. stoletju je bil okoli 600 m³/s, najnižji pretok pa okoli 52 m³/s. Med poplavo lahko pretok postane precej visok. V poplavah leta 1899 je bil pretok 900 m³/s, med letoma 1961 in 1990 pri elektrarni Kolsi pa 918 m³/s. Sezonsko nihanje pretoka je posledica regulacije pretoka pri štirih elektrarnah. Glavna rečna struga je čista, vendar je voda Loimijoki obarvana z glino.
Od Liekovesija se spusti 57,5 metrov, od tega približno 17 metrov med Tyrvää in Karhiniemi; 0,30 metra med območjem Karhiniemi in Kiettaree ter preostalih 40 metrov od Kokemäkija do morja. Brzice hidroelektrarne Harjavalta so znižale gladino vode za 18 metrov, preden so bile izkoriščene.